# Arlett Tovar
Arlett Tovar Gómez (* 9. Mai 1997 in Guadalajara, Jalisco), in der Regel als Arlett Tovar bezeichnet, ist eine mexikanische Fußballspielerin auf der Position einer Verteidigerin.

## Leben
Arlett Tovar begann ihre Laufbahn bei Einführung der Liga MX Femenil bei Chivas Femenil und gewann mit der Mannschaft das Eröffnungsturnier in der Apertura 2017. An diesem Erfolg hatte Tovar einen erheblichen Anteil, denn nach einer 0:2-Finalhinspielniederlage bei Pachuca Femenil erzielte sie im Rückspiel vor eigenem Publikum beide Tore zur 2:0-Führung ihrer Mannschaft, ehe Norma Palafox mit ihrem Treffer in der 68. Minute den 3:0-Endstand herstellte. Außerdem wurde Tovar in die „Beste Mannschaft der Spielzeit“ gewählt.
Nach zwei Jahren bei Chivas Femenil wechselte Tovar zu Santos Laguna Femenil und ein weiteres Jahr später zu Deportivo Toluca Femenil, bevor sie 2022 in ihre Heimatstadt zurückkehrte, wo sie seither beim Erzrivalen ihres früheren Vereins Chivas Femenil, Atlas Femenil, unter Vertrag steht.

## Erfolge
- Mexikanische Meisterin: Apertura 2017